# Bia Vaz
Beatriz Vaz e Silva, mais conhecida como Bia Vaz ou Bia (São Paulo, 7 de outubro de 1985), é uma auxiliar técnica e ex-futebolista brasileira que atuava como meio-campista. Atualmente, está sem clube.
Como jogadora, foi campeã da Copa América de 2014 pela Seleção Brasileira. Também venceu a Copa do Brasil de 2014, o Campeonato Brasileiro de 2014 e o Campeonato Paulista de 2013 pela Ferroviária e foi campeã da Copa do Brasil de 2011 pelo Foz Cataratas. Como auxiliar da Seleção Brasileira, venceu a Copa América de 2018 e disputou a Copa do Mundo de 2019, na França.
Bia foi eleita uma das 100 mulheres mais inspiradoras e inovadoras do mundo em 2017 pela BBC.

## Carreira
Bia Vaz começou a jogar bola ainda na infância, por influência do pai. Aos 12 anos de idade, começou a jogar fusal no Clube Macabi, em São Paulo, e aos 15 anos passou em um teste no time de futebol de campo do Juventus. Na temporada seguinte, seguiu para o São Bernardo, e dividia o tempo no clube com a faculdade de Educação Física na Universidade Presbiteriana Mackenzie.[carece de fontes?]
Em 2009, Bia ganhou uma bolsa de estudos para jogar pela faculdade Southern Nazarene University, em Oklahoma. Ela voltou ao Brasil em 2010 e jogou por Foz Cataratas e Ferroviária, equipes por onde conquistou seus principais títulos entre 2010 e 2014 entre 2010 e 2014.
Bia saiu da Ferroviária no final de 2014 para integrar a "seleção permanente", projeto da CBF que manteve as atletas que atuavam no Brasil treinando juntas visando o desenvolvimento do futebol feminino antes da Copa do Mundo de 2015, no Canadá, e a Olimpíada de 2016, no Rio de Janeiro.
Ela deu uma pausa no acordo com a CBF para jogar a NWSL pelo Boston Breakers em 2016. Em outubro, voltou ao Brasil para jogar a Copa do Brasil de 2016 pelo Flamengo, mas acabou lesionada e ficou fora da competição. Em 2017, assinou com Osasco Audax, clube pelo qual fez sua última temporada como jogadora profissional.
Como jogadora da Seleção Brasileira, Bia foi convocada para amistosos da equipe Sub-19 em 2004, mas não chegou a jogar torneios oficiais. Já no time principal, a primeira convocação foi em 2010, feita pelo técnico Kleiton Lima. Após um hiato, Bia voltou a ser chamada para a Seleção em 2013 e convocada frequentemente até 2016, mas de modo geral só participava do período de treinos e era cortada antes das grandes competições. Sua maior conquista pela Seleção Brasileira foi a Copa América de 2014.
Bia decidiu parar de jogar em 2017 após receber um convite do Coordenador de Seleções Femininas da CBF, Marco Aurélio Cunha, para ser auxiliar do técnico Vadão em sua segunda passagem pela Seleção Brasileira diante da nova regra da Fifa que exige aumento da participação de mulheres nas comissões técnicas das seleções femininas. Bia integrou a comissão técnica que conquistou a Copa América de 2018 e disputou a Copa do Mundo de 2019, em que o Brasil foi eliminado pela França nas oitavas de final.
Após a demissão do técnico Vadão, em julho de 2019, a CBF optou por manter Bia no quadro de funcionários e anunciou que ela seguiria como auxiliar da nova treinadora, Pia Sundhage.
Mesmo antes de parar de jogar, Bia Vaz já tinha interesse em estudar futebol. Fez o Curso de Gestão de Futebol em 2016 e tirou a Licença B para Treinadores pela CBF Academy em 2017. Atualmente, a auxiliar integra o Programa de Coach e Mentoria da Fifa, no qual técnicos experientes no cenário mundial agem como mentores de um grupo de treinadoras para ajudar no seu crescimento e compartilhar experiências. O “coach” de Bia é Jorge Vilda, finalista do Bola de Ouro da Fifa em 2014 e do prêmio The Best Fifa 2018 como melhor técnico de futebol feminino. Atualmente, Jorge Vilda comanda a Seleção Feminina da Espanha.

## Títulos principais
Seleção Brasileira[carece de fontes?]
- Copa América Feminina: 2014

Ferroviária[carece de fontes?]
- Campeonato Brasileiro de Futebol Feminino: 2014
- Copa do Brasil de Futebol Feminino: 2014
- Campeonato Paulista de Futebol Feminino: 2013

Foz Cataratas[carece de fontes?]
- Copa do Brasil de Futebol Feminino: 2011